# Schaumwein- und Zwischenerzeugnissteuergesetz
Das Schaumwein- und Zwischenerzeugnissteuergesetz regelt seit dem 1. April 2010 die Besteuerung von Schaumwein,  Zwischenerzeugnissen und Wein in Deutschland.

## EU-Recht
Europarechtlich grundlegend für das Schaumwein- und Zwischenerzeugnissteuergesetz sind die Richtlinien Richtlinie 92/83/EWG (StrukturRL-Alkohol) und Richtlinie 92/84/EWG (SteuersatzRL-Alkohol).

## Regelungen
Das Gesetz ist in 4 Teile unterteilt.
- Teil 1 enthält die Bestimmungen zum Schaumwein. Das Gesetz legt in den §§ 1 bis 3 fest, welche Stoffe in welcher Höhe der Besteuerung unterliegen. Die §§ 4 bis 18 regeln die steuerliche Behandlung und die Verfahren, die von den verschiedenen Teilnehmern am Verkehr mit Schaumwein zu beachten sind. Die §§ 19 bis 22 enthalten spezielle Vorschriften für Vorgänge mit Auslandsbezug, unterteilt nach Staaten, die zum gemeinsamen Verbrauchsteuergebiet der EU gehören und allen anderen Drittländern. Die abschließenden §§ 23 bis 28 enthalten Bestimmungen zu Steuervergünstigungen und Aufgaben und Befugnissen der Aufsichts- und Überwachungsbehörden.
- Teil 2 gilt für Zwischenerzeugnisse. Er besteht lediglich aus den §§ 29 bis 31; allerdings verweist §§ 29 Absatz 3 darauf, dass eine Vielzahl von Bestimmungen des ersten Teils anzuwenden sind.
- Teil 3 regelt das Verfahren bei Wein (§§ 32 und 33). Für Wein ist im Gesetz kein Steuergegenstand definiert; § 32 spricht lediglich von einer Begriffsbestimmung. Für Wein gelten ausschließlich die Bestimmungen zum Verkehr mit anderen Mitgliedsstaaten. In Deutschland wird keine Weinsteuer erhoben. Bei einem gewerblichen Bezug von Wein aus Italien (beispielsweise) sind also die Bestimmungen zum Steueraussetzungsverfahren oder zum steuerrechtlich freien Verkehr zu beachten, ohne dass sich danach eine Versteuerung anschließt.
- Der abschließende 4. Teil enthält die Ordnungswidrigkeiten und die Verwaltungs- und Schlussbestimmungen.

Aufgrund der Ermächtigungen des Gesetzes wurde die Schaumwein- und Zwischenerzeugnissteuerverordnung erlassen, die diverse Vorschriften des Gesetzes weiter konkretisiert.